# Ronny Labonne
Ronny Joel André Labonne (Lamentin, 14 settembre 1997) è un calciatore francese, difensore del Caen.

## Carriera

### Club
Labonnne è cresciuto nel settore giovanile del Robert in Martinica, per poi trasferirsi in Francia dove ha transitato nelle giovanili di Drancy, Vaulx-en-Velin e Lyon-La Duchère. Proprio con quest'ultimo club ha iniziato la sua carriera professionistica in Championnat National nel 2018. Il 22 agosto si è trasferito al Saint-Priest e nelle due stagioni successive ha giocato con la seconda squadra del Lorient, ricevendo una convocazione con la prima squadra contro l'Angers in Ligue 1.
Il 20 giugno 2022 si è trasferito al Nîmes ed il 30 luglio 2022 ha debuttato in Ligue 2 nell'incontro casalingo contro il Caen perso 1-0.

### Nazionale
Nel 2023 è stato incluso nella lista dei 23 convocati dalla nazionale martinicana per la CONCACAF Gold Cup 2023. Ha debuttato il 17 giugno contro Saint Lucia in CONCACAF Nations League.

## Statistiche

### Presenze e reti nei club
Statistiche aggiornate al 23 giugno 2023.
| Stagione               | Squadra                | Campionato             | Campionato | Campionato | Coppe nazionali | Coppe nazionali | Coppe nazionali | Coppe continentali | Coppe continentali | Coppe continentali | Altre coppe | Altre coppe | Altre coppe | Totale | Totale |
| Stagione               | Squadra                | Comp                   | Pres       | Reti       | Comp            | Pres            | Reti            | Comp               | Pres               | Reti               | Comp        | Pres        | Reti        | Pres   | Reti   |
| ---------------------- | ---------------------- | ---------------------- | ---------- | ---------- | --------------- | --------------- | --------------- | ------------------ | ------------------ | ------------------ | ----------- | ----------- | ----------- | ------ | ------ |
| 2017-2018              | Lyon-La Duchère        | N                      | 3          | 0          | CF              | 1               | 0               |                    | -                  | -                  |             | -           | -           | 4      | 0      |
| 2018-2019              | Lyon-La Duchère        | N                      | 13         | 0          | CF              | 2               | 0               |                    | -                  | -                  |             | -           | -           | 15     | 0      |
| Totale Lyon-La Duchère | Totale Lyon-La Duchère | Totale Lyon-La Duchère | 16         | 0          |                 | 3               | 0               |                    | -                  | -                  |             | -           | -           | 19     | 0      |
| 2018-2019              | Lyon-La Duchère 2      | N3                     | 12         | 6          |                 | -               | -               |                    | -                  | -                  |             | -           | -           | 12     | 6      |
| 2019-2020              | Saint-Priest           | N2                     | 12         | 2          |                 | -               | -               |                    | -                  | -                  |             | -           | -           | 12     | 2      |
| 2020-2021              | Lorient 2              | N2                     | 5          | 0          |                 | -               | -               |                    | -                  | -                  |             | -           | -           | 5      | 0      |
| 2021-2022              | Lorient 2              | N2                     | 26         | 1          |                 | -               | -               |                    | -                  | -                  |             | -           | -           | 26     | 1      |
| Totale Lorient 2       | Totale Lorient 2       | Totale Lorient 2       | 31         | 1          |                 | -               | -               |                    | -                  | -                  |             | -           | -           | 31     | 1      |
| 2022-2023              | Nîmes                  | L2                     | 32         | 0          | CF              | 3               | 0               |                    | -                  | -                  |             | -           | -           | 35     | 0      |
| Totale carriera        | Totale carriera        | Totale carriera        | 103        | 9          |                 | 6               | 0               |                    | -                  | -                  |             | -           | -           | 109    | 9      |

### Cronologia presenze e reti in nazionale
| Cronologia completa delle presenze e delle reti in nazionale ― Martinica | Cronologia completa delle presenze e delle reti in nazionale ― Martinica | Cronologia completa delle presenze e delle reti in nazionale ― Martinica | Cronologia completa delle presenze e delle reti in nazionale ― Martinica | Cronologia completa delle presenze e delle reti in nazionale ― Martinica | Cronologia completa delle presenze e delle reti in nazionale ― Martinica | Cronologia completa delle presenze e delle reti in nazionale ― Martinica | Cronologia completa delle presenze e delle reti in nazionale ― Martinica |
| Data                                                                     | Città                                                                    | In casa                                                                  | Risultato                                                                | Ospiti                                                                   | Competizione                                                             | Reti                                                                     | Note                                                                     |
| ------------------------------------------------------------------------ | ------------------------------------------------------------------------ | ------------------------------------------------------------------------ | ------------------------------------------------------------------------ | ------------------------------------------------------------------------ | ------------------------------------------------------------------------ | ------------------------------------------------------------------------ | ------------------------------------------------------------------------ |
| 17-6-2023                                                                | Fort Lauderdale                                                          | Martinica                                                                | 3 – 1                                                                    | Saint Lucia                                                              | Qual. Gold Cup 2023                                                      | -                                                                        |                                                                          |
| 21-6-2023                                                                | Fort Lauderdale                                                          | Martinica                                                                | 2 – 0                                                                    | Porto Rico                                                               | Qual. Gold Cup 2023                                                      | -                                                                        |                                                                          |
| 26-6-2023                                                                | Fort Lauderdale                                                          | El Salvador                                                              | 1 – 2                                                                    | Martinica                                                                | Gold Cup 2023 - 1º turno                                                 | -                                                                        | 83’                                                                      |
| 30-6-2023                                                                | Harrison                                                                 | Martinica                                                                | 1 – 2                                                                    | Panama                                                                   | Gold Cup 2023 - 1º turno                                                 | -                                                                        | 64’                                                                      |
| 4-7-2023                                                                 | Harrison                                                                 | Costa Rica                                                               | 6 – 4                                                                    | Martinica                                                                | Gold Cup 2023 - 1º turno                                                 | -                                                                        |                                                                          |
| Totale                                                                   |                                                                          | Presenze                                                                 | 5                                                                        |                                                                          | Reti                                                                     | 0                                                                        |                                                                          |